# لوري (ممثلة)
لوري (بالفرنسية: Lorie)‏ هي مغنية وكاتبة غنائية وملحنة وموسيقية وممثلة فرنسية، ولدت في 2 مايو 1982 في فرنسا.

## أعمال

### أفلام
- (2015)  الجزائر إلى الأبد

## وصلات خارجية
- لوري على موقع IMDb (الإنجليزية)
- لوري على موقع ميتاكريتيك (الإنجليزية)
- لوري على موقع روتن توميتوز (الإنجليزية)
- لوري على موقع قاعدة بيانات الأفلام العربية
- لوري على موقع ألو سيني (الفرنسية)
- لوري على موقع ميوزك برينز (الإنجليزية)
- لوري على موقع أول موفي (الإنجليزية)
- لوري على موقع أول ميوزيك (الإنجليزية)
- لوري على موقع ديسكوغز (الإنجليزية)
- لوري على موقع قاعدة بيانات الفيلم (الإنجليزية)